# Park Groenestein
Park Groenestein is een parkbos in de zuidelijke wijk Helpman in de stad Groningen.
In het kleine maar bijzondere stadsbos ligt het Huis Groenestein, een monumentale villa. Na de bouw van deze villa in 1865 en een uitbreiding in 1871 kreeg het bos zijn huidige vorm.
Park Groenestein kenmerkt zich door een gevarieerde flora en fauna, met onder andere eekhoorns, vleermuizen, egels en veel soorten vogels. Ook zijn er een paar vennetjes en een aantal monumentale bomen te vinden, waarvan sommige meer dan 100 jaar oud zijn.